# Diamonds on the Inside
Diamonds on the Inside è il quinto album in studio del cantante statunitense Ben Harper, pubblicato l'11 marzo 2003.

## Tracce
Testi e musiche di Ben Harper, eccetto dove indicato.
1. With My Own Two Hands – 4:35
2. When It's Good – 3:03
3. Diamonds on the Inside – 4:27
4. Touch from Your Lust – 4:28
5. When She Believes – 5:20
6. Brown Eyed Blues – 5:42 (Ben Harper, Juan Nelson)
7. Bring the Funk – 4:07 (Oliver Charles, Ben Harper, Greg Kurstin, Leon Mobley, Juan Nelson)
8. Everything – 3:04
9. Amen Omen – 5:51
10. Temporary Remedy – 3:11
11. So High So Low – 3:44
12. Blessed to Be a Witness – 4:11
13. Picture of Jesus – 5:49
14. She's Only Happy in the Sun – 3:57 (Dean Butterworth, Ben Harper)

## Classifiche
| Classifica (2003-21) | Posizione massima |
| -------------------- | ----------------- |
| Austria              | 64                |
| Australia            | 2                 |
| Belgio (Fiandre)     | 29                |
| Belgio (Vallonia)    | 8                 |
| Canada               | 8                 |
| Francia              | 2                 |
| Grecia               | 17                |
| Italia               | 1                 |
| Nuova Zelanda        | 2                 |
| Portogallo           | 10                |
| Stati Uniti          | 19                |
| Svizzera             | 3                 |